# Hillia bonoi
Hillia bonoi är en måreväxtart som beskrevs av Julian Alfred Steyermark. Hillia bonoi ingår i släktet Hillia och familjen måreväxter. Inga underarter finns listade i Catalogue of Life.